# Sozibius tuobukus
Sozibius tuobukus är en mångfotingart som först beskrevs av Chamberlin 1911.  Sozibius tuobukus ingår i släktet Sozibius och familjen stenkrypare. Inga underarter finns listade i Catalogue of Life.